# Pierre-Louis-Auguste-Bruno Blanc de La Nautte d'Hauterive
Pour les articles homonymes, voir Blanc (homonymie) et Hauterive.
Pierre-Louis-Auguste-Bruno Blanc de La Nautte, comte d'Hauterive (7 mars 1797 à Gap - 14 décembre 1870 à Pau), est un homme politique français.

## Biographie
Neveu du comte d'Hauterive et beau-père de Louis de Willecot de Rincquesen, il entra dans la carrière diplomatique, et de vint en 1826 sous-directeur des archives au ministère des Affaires étrangères.
Élu, le 4 novembre 1837, député du 2e collège des Hautes-Alpes (Gap), et successivement réélu : le 2 mars 1839, le 9 juillet 1842 et le 1er mars 1846, il siégea parmi les conservateurs, et se signala seulement par ses opinions libre-échangistes modérées et sa demande d'abaissement du tarif des douanes.

## Publications
- Recueil des traités de commerce et de navigation de la France avec les puissances étrangères depuis le traité de Westphalie (1834)

## Distinctions
- Officier de l'ordre la Légion d'honneur[1].